# Procuratore nazionale antimafia e antiterrorismo
Il Procuratore nazionale antimafia e antiterrorismo, nella Repubblica Italiana, è l'organo che dirige la Direzione nazionale antimafia e antiterrorismo.

## Storia
Il primo procuratore nazionale antimafia è stato l'ex procuratore aggiunto di Milano, per pochi mesi a capo della procura generale di Palermo, Bruno Siclari (1992-1997), che si trovò a dover mediare tra chi voleva rafforzare i poteri di coordinamento della DNA e chi temeva la perdita di autonomia delle direzioni distrettuali. A Siclari seguì il procuratore capo di Firenze Pier Luigi Vigna (1997-2005). Con lui la DNA assume una fisionomia definitiva.
Nell'ottobre 2005 il plenum del Consiglio superiore della magistratura nomina procuratore nazionale antimafia Pietro Grasso all'epoca Procuratore della Repubblica a Palermo, con 18 voti favorevoli (tra cui quello del vice presidente, Virginio Rognoni, nonché quelli degli esponenti Unicost, Magistratura indipendente, Movimento per la giustizia) e 5 astensioni (Magistratura democratica). 
L'elezione di Pietro Grasso a PNA nel 2005, se da un lato è salutata con giudizi positivi e di stima da parte del governo Berlusconi III e di larghe componenti della magistratura, suscita accese polemiche per le modalità con cui viene estromesso dal concorso il concorrente, il giudice Giancarlo Caselli. 
Nel giugno 2007 la Corte costituzionale dichiara illegittima la norma inserita nella "riforma Castelli" sull'ordinamento giudiziario, sul conferimento degli incarichi direttivi a magistrati ordinari che aveva consentito l'esclusione di Caselli dal concorso per la nomina di procuratore nazionale antimafia (per via della non ammissibilità alla procedura selettiva dei magistrati che non possano assicurare almeno 4 anni di servizio prima della data di collocamento a riposo per gli uffici di merito o almeno 2 anni per quelli di legittimità).
Nel maggio 2010 Piero Grasso fu confermato all'unanimità dal plenum del CSM, alla guida della Procura nazionale antimafia. Si dimette nel dicembre 2012. Il 25 luglio 2013 Franco Roberti, fino ad allora capo della Procura di Salerno viene eletto procuratore nazionale antimafia dal CSM con venti voti a favore, battendo Roberto Alfonso, procuratore capo di Bologna. L'8 novembre 2017 il plenum del CSM nomina Federico Cafiero De Raho, all'unanimità, nuovo Procuratore nazionale antimafia e antiterrorismo, a partire dal 16 novembre 2017. Il 4 maggio 2022 viene nominato dal plenum del CSM a maggioranza Giovanni Melillo.

## Disciplina normativa
Istituito con legge 20 gennaio 1992 n. 8, è sottoposto alla vigilanza del procuratore generale presso la Corte di cassazione che riferisce al Consiglio superiore della magistratura, circa l'attività svolta e i risultati conseguiti dalla stessa Direzione nazionale antimafia e dalle direzioni distrettuali antimafia istituite presso ciascuna Procura della Repubblica del tribunale dei 26 capoluoghi di distretto di Corte d'appello.
Con la Legge 17 aprile 2015, n. 43, si è aggiunta la competenza della "trattazione di procedimenti in  materia  di terrorismo, anche internazionale". 

### Nomina
È nominato con deliberazione CSM previa proposta del Ministro della giustizia; il mandato dura quattro anni ed è rinnovabile una sola volta. Il PNA ha anche la facoltà di nominare un procuratore nazionale antimafia aggiunto, il quale dura in carica due anni, il cui mandato può essere rinnovato per altri due.

### Funzioni
Le funzioni del PNA sono "funzioni di impulso" per:
- rendere effettivo il coordinamento delle attività di indagine;
- garantire la funzionalità dell'impiego della polizia giudiziaria nelle sue diverse articolazioni;
- assicurare la completezza e la tempestività delle investigazioni;
- risolvere eventuali conflitti riguardanti lo svolgimento delle indagini.

### Poteri
Tra i poteri esercitati dal procuratore:
- designare i sostituti procuratori;
- acquisire ed elaborare notizie, informazioni e dati attinenti alla criminalità organizzata;
- accedere ai registri delle notizie di reato e alle banche dati costituite presso le Procure distrettuali;
- applicare temporaneamente magistrati della stessa direzione nazionale o delle direzioni distrettuali per soddisfare specifiche e contingenti esigenze investigative o processuali;
- avocazione delle indagini preliminari svolte dai procuratori distrettuali, allorché il coordinamento non risulti possibile per inerzia o violazione di doveri.

Il PNA non ha il potere, tipico degli uffici del pubblico ministero, di indagine e di esercizio dell'azione penale.

## Procuratori nazionali
- Bruno Siclari (ottobre 1992 - gennaio 1997)
- Pier Luigi Vigna (gennaio 1997 - agosto 2005)
  - Lucio Di Pietro (facente funzioni, agosto 2005 - 11 ottobre 2005)
- Pietro Grasso (11 ottobre 2005 - 27 dicembre 2012)
  - Giusto Sciacchitano (facente funzioni, 27 dicembre 2012 - 25 luglio 2013)
- Franco Roberti (25 luglio 2013 - 16 novembre 2017)
- Federico Cafiero De Raho (16 novembre 2017 - 18 febbraio 2022)
- Giovanni Melillo (dal 4 maggio 2022)